# Мій спосіб — любити тебе
«Мій спосіб — любити тебе» (ісп. Mi camino es amarte) — мексиканська теленовела, створена продюсером Нікандро Діасом Гонсалесом для Televisa. Він заснований на чилійській теленовелі 2016 року «Водій вантажівки», створеній автором Вісенте Сабатіні. У головних ролях Сусана Гонсалес, Габріель Сото, Марк Тачер і Хімена Еррера. Виходив на телеканалі Las Estrellas з 7 листопада 2022 року по 12 березня 2023 року.

## Сюжет
Мемо Сантос Перес заробляє на життя своїм причепом. Крім того, що він любить свою сім’ю, він хоче створити дім з Урсулою, жінкою з темним минулим, якій він щойно зробив пропозицію. Коли його життєві плани реалізуються, Олівія (його колишня дівчина, перебуваючи на межі смерті, зізнається йому, що у них є дочка, і просить його шукати її в домі Даніели Галлардо та Фаусто Бельтрана, прийомних батьків Ізабелли. Пам'ятка їде в будинок родини Бельтран, щоб зустрітися з донькою, де його приймають за нового помічника Даніели.
Даніела – успішний ландшафтний дизайнер, яка не змогла здійснити свою мрію виносити дитину в утробі. Мемо вирішує співпрацювати з Даніелою, щоб бути ближче до Ізабелли, а за допомогою тесту ДНК він підтверджує, що він її батько. Завдяки щоденному співіснуванню Мемо стає довіреною особою Даніели, і саме так він дізнається, яка самотність вона живе у своєму шлюбі та що єдина причина її життя — Ізабелла. Даніела та Мемо починають закохуватися, але вирішують мовчати про свої почуття, щоб поважати свої зобов’язання перед партнерами.

## У ролях
- Сусана Гонсалес — Даніела Гальярдо[5]
- Габріель Сото — Гільєрмо «Мемо» Сантос Перес[6]
- Марк Тачер — Фаусто Бельтран
- Ксімена Еррера — Карен Самбрано
- Сара Корралес — Урсула Ернандес
- Моніка Санчес — Ампаро Сантос
- Серхіо Рейносо — Умберто Сантоса
- Леонардо Даніель — Еудженіо Самбрано
- Фабіан Роблес — Аарон Пелаес
- Альфредо Гатіка — Сесар Рамірес
- Каміль Міна — Ізабелла Белтран
- Андре Себастьян — Хосе Марія «Чема» Ернандес
- Ара Сальдівар — Ісуса «Чучіта» Гальван
- Хуліан Фігероа — Леонардо Сантоса
- Марія Прадо — Неліда
- Араселі Адаме — Береніка
- Карла Есківель — Габріела «Габі» Ернандес
- Родріго Бранд — Хуан Пабло «Хуанпа» Гальярдо
- Діана Аро — Гваделупе «Лупіта» Ернандес
- Карлос Саїд — Себастьян Самбрано
- Альберто Естрельа — Макаріо Ернандес
- Габріела Замора — Йоланда[7]
- Мая Тьєррабланка — Грасіела «Грейс»
- Ніколь Куріель — Естефанія Мальдонадо[8]
- Роза Глорія Чагоян — Лола «Ла Траілера»[9]

## Сезони
| Сезон | Епізоди | Епізоди | Оригінальний показ | Оригінальний показ | Оригінальний показ |
| Сезон | Епізоди | Епізоди | Перший показ       | Останній показ     | Мережа             |
| ----- | ------- | ------- | ------------------ | ------------------ | ------------------ |
| 1     | 92      | 92      | 7 листопада 2022   | 12 березня 2023    | Las Estrellas      |

## Аудиторія
| Країна трансляції | Сезон | Розклад       | Серії | Перший ефір         | Перший ефір | Останній ефір     | Останній ефір | Середній бал |
| Країна трансляції | Сезон | Розклад       | Серії | Дата                | Дата        | Дата              | Дата          | Середній бал |
| ----------------- | ----- | ------------- | ----- | ------------------- | ----------- | ----------------- | ------------- | ------------ |
| Мексика           | 1     | 20:30 — 21:15 | 92    | 7 листопада 2022 р  | 3,2         | 12 березня 2023 р | 4,0           | 3,53         |
| США               | 1     | 21:00 — 22:00 | 93    | 15 листопада 2022 р | 1,529       | 30 березня 2023 р | 1,753         | 1,548        |

## Версії
| Рік  | Країна | Українська назва | Оригінальна назва | Кількість | Кількість | В головних ролях                                               | Компанія                     | Канал                        |
| Рік  | Країна | Українська назва | Оригінальна назва | сезонів   | серій     | В головних ролях                                               | Компанія                     | Канал                        |
| ---- | ------ | ---------------- | ----------------- | --------- | --------- | -------------------------------------------------------------- | ---------------------------- | ---------------------------- |
| 2016 | Чилі   | Водій вантажівки | El camionero      | 1         | 149       | Марсело Алонсо, Марія Олена Світт, Пабло Серда, Енджі Джібаджа | Televisión Nacional de Chile | Televisión Nacional de Chile |